# Alexandra Bocancea
Alexandra Bocancea (n. 22 octombrie 1989, Tiraspol, RSS Moldovenească, URSS) este o fotbalistă din Republica Moldova care joacă pe post de atacant și mijlocaș. A făcut parte din echipa națională de fotbal feminin a Republicii Moldova.

## Carieră internațională
Bocancea a fost selecționată în naționala de senioare a Republicii Moldova în etapa de calificări preliminare a Campionatului European de Fotbal Feminin 2017, la 9 aprilie 2015, într-un meci cu Luxemburg care s-a încheiat cu o victorie de 3-0 în favoarea moldovencelor. A jucat și într-un meci din grupa a 4-a de calificare a aceluiași campionat, la 27 noiembrie 2015, acasă, cedând în fața Poloniei cu scorul de 1-3.